# Резніков Вадим Сергійович
Вади́м Сергі́йович Ре́зніков (10 листопада 1985, с. Залісці, Дунаєвецький район, Хмельницька область) — підполковник, Державна прикордонна служба України.

## Життєпис
Закінчив у 2003 році із золотою медаллю Малокужелівську ЗОШ І—ІІІ ступенів і вступив до Хмельницької академії прикордонних військ імені Богдана Хмельницького. По закінченні академії направлений до Сумського прикордонного загону. Під час служби продовжував також навчатися у Рівненському славістичному університеті і в 2010 році здобув спеціальність викладача й перекладача німецької і словацької мов.
25 листопада 2013 року призначений начальником прикордонної застави «Дмитрівка» у Донецькій області. З квітня 2014 року бере участь у забезпеченні проведення заходів антитерористичної операції. У першому бою 5 червня на пункті пропуску «Маринівка» зі своїми підлеглими не пропустив ворогів. А коли закінчилися боєприпаси, то за його наказом підпалили суху траву, вогонь якої не допустив нападників до пункту пропуску.

## Нагороди
15 липня 2014 року — за особисту мужність і героїзм, виявлені у захисті державного суверенітету та територіальної цілісності України, вірність військовій присязі під час російсько-української війни, відзначений — нагороджений орденом «За мужність» III ступеня.